# 玉城豚

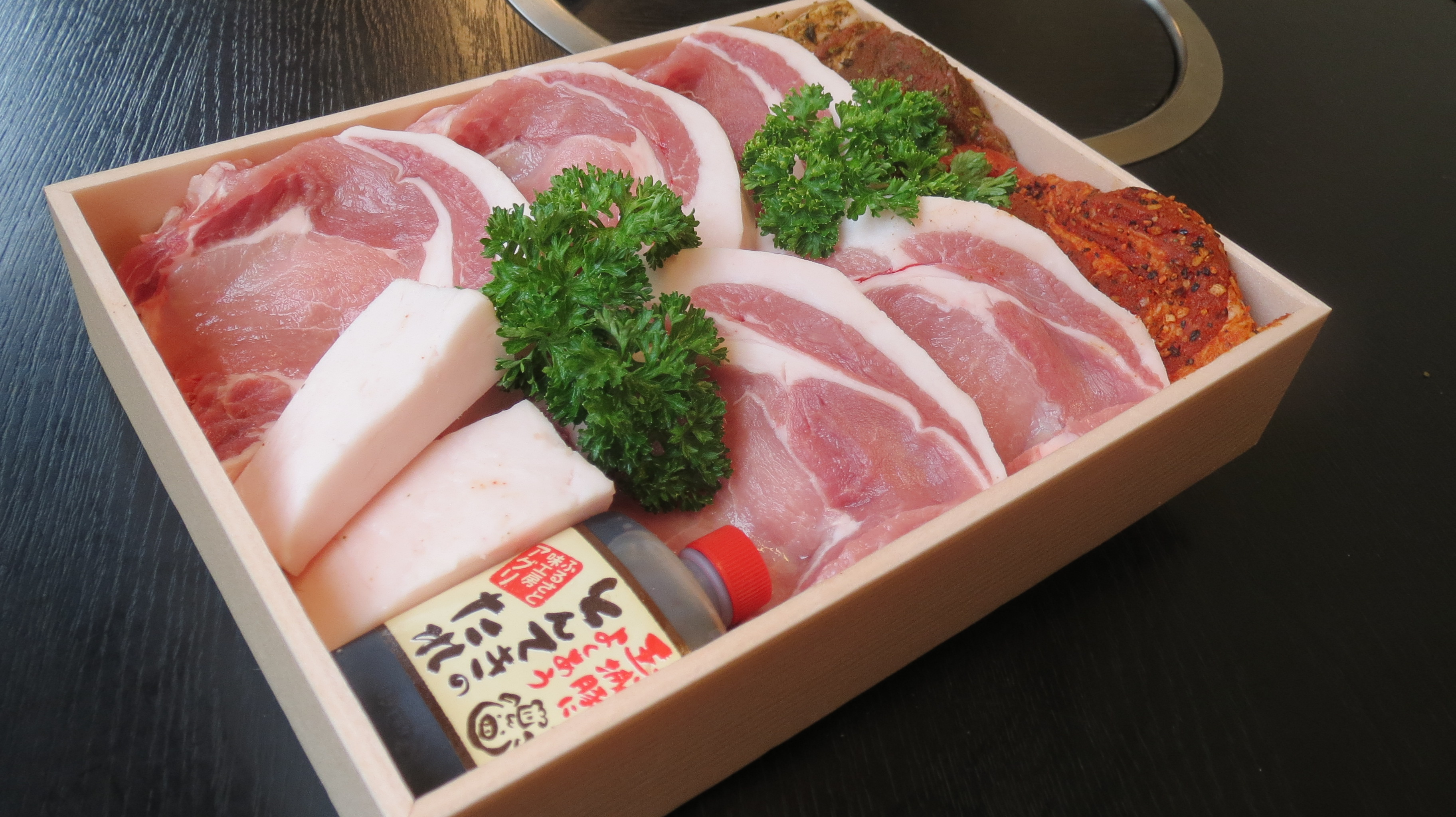
玉城豚とんてきセット

玉城豚（たまきぶた）は、三重県度会郡玉城町で生産される銘柄豚。1988年（昭和63年）に玉城町内の養豚農家がブランドとして立ち上げ、2016年（平成28年）の第42回先進国首脳会議（伊勢志摩サミット）では玉城豚を使った料理が首脳陣に振る舞われた。三重県庁及び玉城町当局はブランド化や生産量の増加を推進している一方で、生産農家は肉質の均質化に重点を置きたいと考えている。

## 特徴
玉城町は人口約1.5万人の町ながら年間約2万頭のブタを出荷する、三重県では養豚の盛んな町である。出荷される2万頭のうち、高品質のものを「ふるさと味工房アグリ」が食肉センターから枝肉の状態で買い取り、同工房で販売する際に「玉城豚」の名称が用いられる。このため、玉城町産のブタのうち「玉城豚」として流通するのは年間1,300 - 1,500頭程度に限定され、知名度はあまり高くない。同工房が買い取らなかった豚肉は一般市場を経由してスーパーマーケットなどの店頭に並べられ、「三重県産豚」として消費者に販売される。
玉城豚は新鮮で臭みがなく、脂身に甘みがあるのが特徴とされる。新鮮さはふるさと味工房アグリが食肉センターから枝肉を仕入れてすぐに切り分け、その場で販売することで保証される。

## 歴史
1980年代の日本の養豚業界では、「市販の飼料には何が入っているか分からない」として農家が自主的により良い飼料を探求する動きが活発であった。庭先で数頭のブタを飼育する程度であった玉城町の農家は、1970年（昭和45年）より農業協同組合の中に養豚部会を設立して養豚業を活性化させていき、1974年（昭和49年）に玉城町農協養豚部会として活動してきたメンバーがブタの成長段階に応じた飼料の生産を目的に自家配合工場を作り、「安全でおいしい豚肉を、安く消費者に届けよう」と1980年（昭和55年）に玉城町養豚組合を発足させた。養豚組合では組合員が集まって飼料の改良やノウハウの共有などの取り組みを開始し、玉城町で生産されるブタの品質向上を図った。
1988年（昭和63年）12月2日には玉城町の養豚農家6戸が「銘柄玉城豚振興協議会」の結成を津市で発表、翌12月3日から主婦の店を通して玉城豚を販売することとした。この背景には、1991年（平成3年）に迫った牛肉の輸入自由化があり、その影響を最も受けるのが日本国内産の豚肉であると当時考えられていたこと、輸入自由化を目前にして三重県では伊賀山麓豚（伊賀豚）、松阪豚、鈴鹿高原豚の3つの銘柄豚が先行していたことがある。振興協議会を立ち上げ、玉城豚の名称を付与することで、「生産者の顔が見える」状態を作り消費者に安心感を持たせる狙いがあった。
1990年（平成2年）、オーエスキー病が日本中で猛威を振るい、玉城町の農家でも2戸が全頭殺処分されるなど大きな被害を出した。これ以降、衛生管理はより徹底され、大きな病気は発生していない。
1995年（平成7年）より玉城町は、日本国の山村振興事業や三重県の補助金を導入して原地区にリゾート施設「アスピア玉城」の整備を開始し、1997年（平成9年）にふるさと味工房 アグリが開設された。アグリは1997年（平成9年）に地元農家が出資して設立した有限会社玉城アクトファームが運営し、とれたて市場、ソーセージ教室、パン教室、ハム手作り工房、バーベキューハウスの5つで構成される施設である。良質の豚肉を生産してもその評価を直接農家が知る機会がなかったことから、消費者の声を聞きたいと考えて営業を開始したのがアグリであった。
2001年（平成13年）にはアグリが1頭分の枝肉を丸ごと買い取ることで余る肉を利用したポークジャーキーの製造・販売を開始した。販売開始当初は物珍しさからほとんど売れなかったというが、試食の実施や安売りの開催など販売側が地道な努力をすることでアグリの売れ筋商品へと成長していった。さらにこのポークジャーキーは2005年度（平成17年度）に日本農業新聞社主催の「一村逸品大賞」で金賞を受賞した。
2012年（平成24年）4月には、玉城豚の豚肉と加工品を豊受大神宮（伊勢神宮外宮）へ奉納した。2013年（平成25年）11月には玉城豚と玉城産米を使うことを条件とした「玉城カレー」プロジェクトが始まり、玉城町内の6軒の飲食店が玉城カレーの提供を開始した。玉城カレープロジェクトは後に他の玉城町の農産物の活用をも意図した「たまきグルメ」プロジェクトへと発展し、「たまきごはん」・「たまきスイーツ」を提供する店舗が玉城町内に広がっている。
2016年（平成28年）5月27日に開催された伊勢志摩サミットの2日目のワーキングランチでは玉城豚が山椒焼きとして首脳に提供された。サミット会期中には、玉城豚をはじめさまざまな三重県産食材が提供され、日本国内外に三重県の食の知名度が上がったとして、県庁では首都圏や日本国外への販路拡大とブランド強化を推進する方針を打ち出した。

## 生産と流通
生産者は玉城町養豚組合の組合員である。2016年（平成28年）現在の玉城豚の養豚農家は4戸であるが、1988年（昭和63年）時点では6戸存在した。組合で独自に配合し、今もなお改良を続けている飼料を餌として与え、生後間もない子ブタには母ブタから直接母乳を与える。この飼料はブタを無理に肥大化させるのではなく、成長段階に応じて最も必要となる成分を含んだものとなっており、具体的にはトウモロコシや大麦などをベースに大豆の油かすや魚粉などを配合している。飼料は組合の運営する飼料工場から専用のトラックで各農家に輸送する。
飼料にこだわるだけでなく、ブタがストレスを感じないように豚舎のこまめな温度管理・湿度管理を行うなど、飼育には細心の注意が払われる。乾燥すると呼吸器系の病気を発症しやすいため、特に冬場の湿度管理は重要である。衛生上の問題と神経質なブタへの配慮から豚舎への部外者の立ち入りを厳しく制限し、関係者が立ち入る際も器具を洗浄・消毒し、シャワーで体を洗ってから専用の衣服を着用し、豚舎へ入る。
各農家で180日（半年）程度飼育されたブタは出荷され、食肉センターへ送られる。出荷する頃には体重120kgほどに成長している。食肉センターで枝肉に加工され、ふるさと味工房 アグリに買い取られたものは工房内の食肉加工室で切り分けられて「玉城豚」として、卸売業者を経由して小売店で販売されるものは「三重県産豚」として販売される。農家から出荷して1日でアグリへ枝肉が届き、アグリでは消費者から見えるようガラス張りの加工室で肉を加工する。
アグリの店頭には、ロースやもも肉などの部位ごとに切り分けられた豚肉のほか、ハムやソーセージなどの加工品も並んでいる。加工品は保存料・着色料・増量剤を一切使用せず、ドイツ式の製法で加工する。アグリに併設されたレストランではロースカツなどの玉城豚を使った料理を提供し、バーベキューのできる施設もある。

## ブランド化と葛藤
玉城町ではふるさと納税の返礼品に玉城豚を加えており、ふるさと納税を扱った書籍などで多く取り上げられている。玉城町の返礼品の玉城豚は、厚切りのとんてきが入った「玉城豚とんてきセット」、4つの部位を食べ比べできる「玉城豚四品食べくらべ焼肉セット」や玉城カレーの詰め合わせ、ウインナー・ソーセージ詰め合わせなど複数あり、1万円以上のふるさと納税で5千円相当の玉城豚商品を受け取ることができる。返礼品に玉城豚を加えたことに加え、町長名義のお礼状を発送したこと、県内の他の市町に先駆けてインターネット経由のクレジットカード決済ができるようにしたことなどの要因で、ふるさと納税の制度開始から5年間の累計件数は県内最多となった。
玉城町では2016年（平成28年）度の予算に玉城豚のブランド化や松阪牛の素牛購入補助などを盛り込み、農産物の増産に力を入れることにした。玉城町によるブランド化の事業名は「玉城産豚の高付加価値化による地域ブランド力の向上プロジェクト」と称し、玉城町に隣接する伊勢市の皇學館大学が大学COC事業（地（知）の拠点整備事業）の一環として参与している。三重県も2017年（平成29年）度の予算に玉城豚をはじめとする三重県産食材のブランド力強化や安全を担保する各種認証の取得支援などのために5900万円を計上し、首都圏や日本国外への広報と販路拡大を推進している。
玉城町によるブランド化政策の取り組みとして「熟成肉」がある。2017年（平成29年）2月3日には近鉄宇治山田駅前にある皇學館大学まちなか研究室で、専用冷蔵庫で90日熟成した玉城豚の熟成肉と普通の玉城豚を通行人が食べ比べ、どちらが熟成肉か当ててもらう実験が行われた。87人が実験に参加したが、熟成肉を当てられたのはほぼ半数にとどまり、担当教員は「焼き方や塩加減で好みが分かれてしまったのだろう」と分析した。
行政による玉城豚のブランド力強化と増産・販路拡大推進の取り組みに対し、養豚農家は「サミットで使われたというだけでは首都圏での競争に勝ち残れない」と考えており、確実な販路が開けない限り、増産は難しいと表明している。それよりも肉質の均質化を進めたいので、肉質向上のための飼料米の購入支援や備蓄庫の整備費補助を望んでいると中日新聞の取材に答えている。また東京で玉城豚を食べてもらうより、東京から玉城町へ来て玉城豚を食べてほしいと考えていることから、養豚農家だけが儲かる政策ではなく地域活性化につながる政策を求めている。玉城豚の販売元であるアグリも「丁寧に作って町内で売ることにこだわりたい」と2013年（平成25年）に語っている。